# Scaphyglottis arctata
Scaphyglottis arctata är en orkidéart som först beskrevs av Robert Louis Dressler, och fick sitt nu gällande namn av Bryan Roger Adams. Scaphyglottis arctata ingår i släktet Scaphyglottis och familjen orkidéer. Inga underarter finns listade i Catalogue of Life.